# Все клипы
Все клипы — DVD-сборник официальных клипов российской хеви-метал группы «Ария». DVD был выпущен лейблом CD-Maximum. Издание также выпускается в специальном варианте: Digibook формата А5 с серебряным тиснением и с 16-страничным буклетом и с бонусами.

## Список композиций
Все тексты написаны Маргаритой Пушкиной, если не указано другое.
| №   | Название                              | Текст песни    | Музыка                                     | Длительность |
| --- | ------------------------------------- | -------------- | ------------------------------------------ | ------------ |
| 1.  | «Улица роз»                           |                | Виталий Дубинин                            |              |
| 2.  | «Дай жару»                            |                | Дубинин, Владимир Холстинин                |              |
| 3.  | «Всё, что было»                       |                | Дубинин, Валерий Кипелов                   |              |
| 4.  | «Возьми моё сердце»                   |                | Кипелов, Сергей Маврин, Холстинин, Дубинин |              |
| 5.  | «Отшельник»                           |                | Дубинин                                    |              |
| 6.  | «Грязь»                               |                | Сергей Терентьев, Кипелов                  |              |
| 7.  | «Потерянный рай»                      |                | Терентьев                                  |              |
| 8.  | «Штиль» (с участием Удо Диркшнайдера) |                | Дубинин                                    |              |
| 9.  | «Осколок льда»                        |                | Дубинин                                    |              |
| 10. | «Колизей»                             | Александр Елин | Холстинин                                  |              |
| 11. | «Крещение огнём»                      |                | Дубинин                                    |              |
| 12. | «Там высоко»                          |                | Дубинин                                    |              |
| 13. | «Последний закат»                     | Игорь Лобанов  | Холстинин                                  |              |

Бонусы с тура «Генератор зла» (1999):
| №   | Название                                   | Длительность |
| --- | ------------------------------------------ | ------------ |
| 14. | «Смотри» (концертное выступление)          |              |
| 15. | «Грязь» (концертное выступление)           |              |
| 16. | «Беги за солнцем» (концертное выступление) |              |
| 17. | «Отшельник» (концертное выступление)       |              |

## Критика и реакция
Музыкальный критик Денис Ступников в рецензии на сборник для портала km.ru отметил: «В 2006 году гитаристы группы Виталий Дубинин и Сергей Попов жаловались на то, что у них практически нет удачных клипов. Вышедшая полная антология видеоработ «Арии» полностью подтверждает их неутешительные выводы. Не более 30 % роликов коллектива не стыдно показать неискушенным зрителям».
Первый вокалист «Арии» в 1985—2002 годах Валерий Кипелов, снявший в большинстве клипов сборника, при его выходе высказался следующим образом: «Что ж… не сказать, что я счастлив. Клипы всегда были большой проблемой – как для «Арии», так и, увы, для группы „Кипелов“. Положа руку на сердце, ни один из них мне не нравится. Всегда что-то шло не так. Хороший, качественный клип не получался либо по причине нехватки финансов, либо из-за неверного выбора режиссёра».
Видеоклип на песню «Беспечный ангел» не вошёл на диск из-за проблем с авторскими правами. Клип 1988 года на песню «Позади Америка» в альбом также не вошёл, как и клип "Воля и Разум".